# Nam Kỳ khởi nghĩa
Nam Kỳ khởi nghĩa là cuộc nổi dậy vũ trang chống Pháp và Nhật của người dân Nam Kỳ vào năm 1940, do Xứ ủy Nam Kỳ của Đảng Cộng sản Đông Dương chủ trương và lãnh đạo...

## Bối cảnh lịch sử
Tháng 6 năm 1940, nước Pháp bị quân đội Đức Quốc Xã xâm lược và chiếm đóng. Nhân cơ hội này, tháng 9 năm đó, đế quốc Nhật Bản xâm lược bán đảo Đông Dương từ tay Pháp. Từ đây, Việt Nam bị 2 thế lực cùng thống trị là thực dân Pháp và phát xít Nhật. Sẵn tinh thần chống Đế quốc thực dân Pháp-Nhật và noi gương cuộc khởi nghĩa Bắc Sơn, người dân nhiều tỉnh Nam Kỳ đã nổi dậy đấu tranh chống Pháp-Nhật.

## Công tác chuẩn bị
Tháng 3 năm 1940, Ban thường vụ Xứ ủy do ông Võ Văn Tần làm bí thư đã soạn thảo Đề cương chuẩn bị đưa các hoạt động lẻ tẻ vào phong trào chống Pháp, chuẩn bị nổi dậy vũ lực. Nhiều cuộc biểu tình nổ ra giữa ban ngày. Có nơi, khi mật thám kéo đến bắt cán bộ, người dân nổi trống mõ uy hiếp, đánh tháo.
Các đội tự vệ, du kích dưới sự chỉ đạo trực tiếp của Võ Văn Tần, Phan Đăng Lưu, phát triển ngay tại những xí nghiệp lớn ở Sài Gòn như Ba Son, F.A.C.I., bến tàu, nhà đèn Chợ Quán, trường Bách Nghệ... Còn ở nông thôn phần lớn các xã đều có từ một tiểu đội đến một trung đội du kích.
Lò rèn trong các thôn làng ngày đêm sản xuất vũ khí. Người dân góp nồi đồng, mâm thau, lư hương để du kích đúc đạn. Nhiều nơi xuất hiện những cơ sở làm bom; lựu đạn xi măng, súng thô sơ ở Móp Xanh (Tân An), Bà U (Mỹ Tho), chùa Hòa thượng Đồng (Rạch Giá).
Phong trào chống chiến tranh, chống bắt lính với khẩu hiệu "không một người lính, không một đồng xu cho đế quốc chiến tranh" diễn ra sôi nổi trong nhân dân và binh lính. Do công tác binh vận tốt, phần lớn trong số 15.000 binh lính người Việt trong quân đội Pháp đóng ở Sài Gòn sẵn sàng phối hợp nổi dậy.

## Diễn biến
Ngày 17 tháng 1 năm 1940, Tổng Bí thư Nguyễn Văn Cừ và các ông Lê Duẩn, Vũ Đình Hiếu bị bắt ở Sài Gòn với nhiều tài liệu quan trọng. Mấy hôm sau đó, thực dân Pháp bắt tiếp các ông Phan Văn Voi, Phạm Chung... tất cả 17 người. Ngày 21 tháng 4 năm 1940, Võ Văn Tần bị bắt ở xã Tân Xuân, Hóc Môn.
Tháng 7 năm 1940, Xứ ủy Nam kỳ họp Hội nghị mở rộng ở Mỹ Tho để bàn về khởi nghĩa. Hội nghị nhất trí cử Phan Đăng Lưu ra Bắc liên hệ với Trung ương để báo cáo và xin chuẩn y lệnh khởi nghĩa. Hội nghị cũng đã bầu Tạ Uyên làm Bí thư Xứ ủy thay Võ Văn Tần đã bị bắt. Nhưng chỉ ba ngày sau khi hội nghị bế mạc, thực dân Pháp đã có được bản dự thảo quyết định, Bí thư Tỉnh ủy Vĩnh Long Trần Văn Bảy bị cò cảnh sát Vĩnh Long bắt.
Ngày 30 tháng 7 năm 1940, tại một cơ quan ở Chợ Lớn, Nguyễn Hữu Tiến, Ủy viên Trung ương Đảng, và Nguyễn Thị Minh Khai, Ủy viên Xứ ủy Nam kỳ kiêm Bí thư Thành ủy Sài Gòn - Chợ Lớn bị bắt. Trong các tài liệu bị tịch thu có bản kế hoạch khá tỉ mỉ của cuộc khởi nghĩa. Và ở các tỉnh cũng có nhiều bí thư tỉnh ủy và tỉnh ủy viên bị bắt.
Ông Phan Đăng Lưu, đại diện Trung ương Đảng Cộng sản Đông Dương, được cử ra Bắc họp Hội nghị Trung ương lần thứ VII để báo cáo và xin chỉ thị của Trung ương. Sau khi nghe báo cáo cặn kẽ việc chuẩn bị khởi nghĩa, Hội nghị Trung ương nhận định điều kiện khởi nghĩa chưa chín muồi, vì vậy đề nghị Xứ ủy Nam Kỳ chưa nên phát động khởi nghĩa. Trung ương cũng phái Phan Đăng Lưu quay trở lại để tạm hoãn lại cuộc khởi nghĩa. Nhưng khi Phan Đăng Lưu về đến Sài Gòn ngày 22 tháng 11 năm 1940 thì hai ngày trước đó (ngày 20 tháng 11 năm 1940), Thường vụ Xứ ủy Nam kỳ đã ra lệnh khởi nghĩa vào lúc 24 giờ đêm ngày 22 tháng 11 năm 1940. Lệnh khởi nghĩa lúc đó đã phát đi khắp nơi và không thể thu hồi lại. Các ban khởi nghĩa ở thành, quận và cơ sở đều đã khẩn trương chuẩn bị.
Kế hoạch của cuộc khởi nghĩa đã phần nào bị thực dân Pháp biết trước ít ngày. Sáng ngày 22 tháng 11 năm 1940, Bí thư Thành ủy Nguyễn Như Hạnh đến gặp Trưởng ban khởi nghĩa ở 160 đường Dayot (nay là đường Nguyễn Thái Bình) để nghe phổ biến lệnh khởi nghĩa. Vừa ra khỏi nơi gặp gỡ thì Nguyễn Như Hạnh bị bắt giải về bót Catinat. Địch khám thấy bản hiệu triệu khởi nghĩa. Tiếp theo vào lúc 16 giờ 22 tháng 11 năm 1940 Tạ Uyên, Bí thư Xứ ủy mới thay Võ Văn Tần, bị bắt và sau đó là Phan Đăng Lưu. Trước giờ khởi nghĩa, Phan Nhung, Thành ủy viên, và gần 50 người khác cũng sa lưới Phòng nhì Pháp.
Mặc dù vậy, đêm 22 rạng sáng 23 tháng 11 năm 1940, cuộc Nam Kỳ khởi nghĩa vẫn bùng nổ với khí thế mạnh mẽ và quy mô lớn. Từ Biên Hòa đến Cà Mau, 18 tỉnh nổi dậy giành chính quyền. Tại Mỹ Tho, 54 trong số 56 xã bị nghĩa quân chiếm giữ. Tại Chợ Lớn, lực lượng khởi nghĩa giành được nhiều tổng. Tại Tân An, các xã hai bên bờ sông Vàm Cỏ Tây, hữu ngạn Vàm Cỏ Đông đều về tay lực lượng nổi dậy...
Cờ đỏ sao vàng và cờ đỏ búa liềm được kéo lên trước nhà làm việc của chính quyền cách mạng. Những người Pháp và Việt gian bị xét xử. Ruộng, thóc của những địa chủ được cho là phản động bị đem chia cho dân nghèo. Tuy nhiên chính quyền cách mạng chỉ giữ được một thời gian ngắn, lâu nhất là ở Mỹ Tho giữ được 49 ngày. Thực dân Pháp đàn áp kịch liệt, tìm cách tiêu diệt chính quyền cách mạng. Máy bay dội bom xuống làng mạc, thôn xóm. Quân du kích Nam Kỳ đã chiến đấu chống trả quyết liệt.
Tại khắp các tỉnh thành miền Nam Việt Nam, nhất là Mỹ Tho, quần chúng nổi dậy chiến đấu rất dũng cảm. Chính quyền Pháp ở một số xã và quận hoang mang, tan rã. Đội viên các đội tự vệ và du kích trong cuộc khởi nghĩa hầu hết là trẻ tuổi, họ chiến đấu chống Pháp bằng vũ khí thô sơ.
Trong trận phục kích quân tiếp viện của Pháp từ Tây Ninh đến cứu Hóc Môn, quân khởi nghĩa vây hãm và du kích đã bắn chết tướng Pháp và nhiều quân lính ở Cầu Bông. Tại Mỹ Tho, các đội tự vệ phá tan bộ máy chính quyền của Pháp ở 54 trong tổng số 57 xã thuộc hai huyện Châu Thành và Cai Lậy.
Tại Hóc Môn (Gia Định), dưới sự chỉ huy của ông Mười Đen, Xứ ủy viên, du kích vây đồn, chặn đánh quân Pháp tiếp viện ở Cầu Bông, hạ sát chủ tỉnh Tây Ninh Renou và một số lính, thu 15 súng rồi kéo lên Truông Mít (Tây Ninh).
Tại Cần Giuộc, Bến Lức, đội du kích của nữ tướng Nguyễn Thị Bảy đã làm cho người Pháp sợ và gọi bà là "Bà Chúa Đỏ".
Tại Vũng Liêm (Vĩnh Long), đội du kích nơi đây đã chiếm đồn Pháp trong 3 ngày, hàng ngàn du kích do Bí thư Tỉnh ủy chỉ huy phá hủy 2 đồn, phá hủy gần 10 km đường bộ, 14 cầu, ngăn sáu con sông, bóc đường sắt Sài Gòn - Mỹ Tho. Ngày 14 tháng 12 thực dân Pháp phải dùng thủy, lục, không quân 3 mũi tiến công vào Mỹ Tho nhưng mãi đến 14/1/1941 mới chiếm lại được và đẩy lui quân du kích vào Đồng Tháp Mười.
Tháng 12 năm 1940, Đảng bộ Nam Kỳ họp ở Bà Quẹo (Gia Định) quyết định rút lui để tránh tổn thất, đưa lực lượng còn lại xây dựng căn cứ U Minh và Đồng Tháp Mười. Ngay từ khi được tin Nam Kỳ khởi nghĩa, Ban Thường vụ Trung ương Đảng đã ra thông báo khẩn cấp, chỉ thị cho các địa phương hỗ trợ Nam Kỳ. Từ việc xuống đường biểu tình, rải truyền đơn, bãi khóa, đình công, bãi thị đến việc phát động chiến tranh du kích, phá đường, cầu cống để ngăn quân Pháp đàn áp.
Tại Sài Gòn, kế hoạch bị lộ, chính quyền Pháp tại đây kịp đề phòng, khởi nghĩa không thực hiện được. Pháp thẳng tay đàn áp quân khởi nghĩa. Hàng nghìn người bị giết và bị bắt, nhiều làng mạc bị triệt phá, nhiều cán bộ Đảng Cộng sản Đông Dương (Nguyễn Văn Cừ, Hà Huy Tập, Phan Đăng Lưu, Võ Văn Tần, Nguyễn Thị Minh Khai...) bị tử hình. Thực dân Pháp và các cộng sự người Việt đã đàn áp cuộc khởi nghĩa vô cùng tàn khốc, cho máy bay dội bom và bắn phá nhiều làng mạc, có thôn xóm không còn ai sống sót. Cuộc Nam Kỳ khởi nghĩa cuối cùng bị dập tắt.

## Nhận định

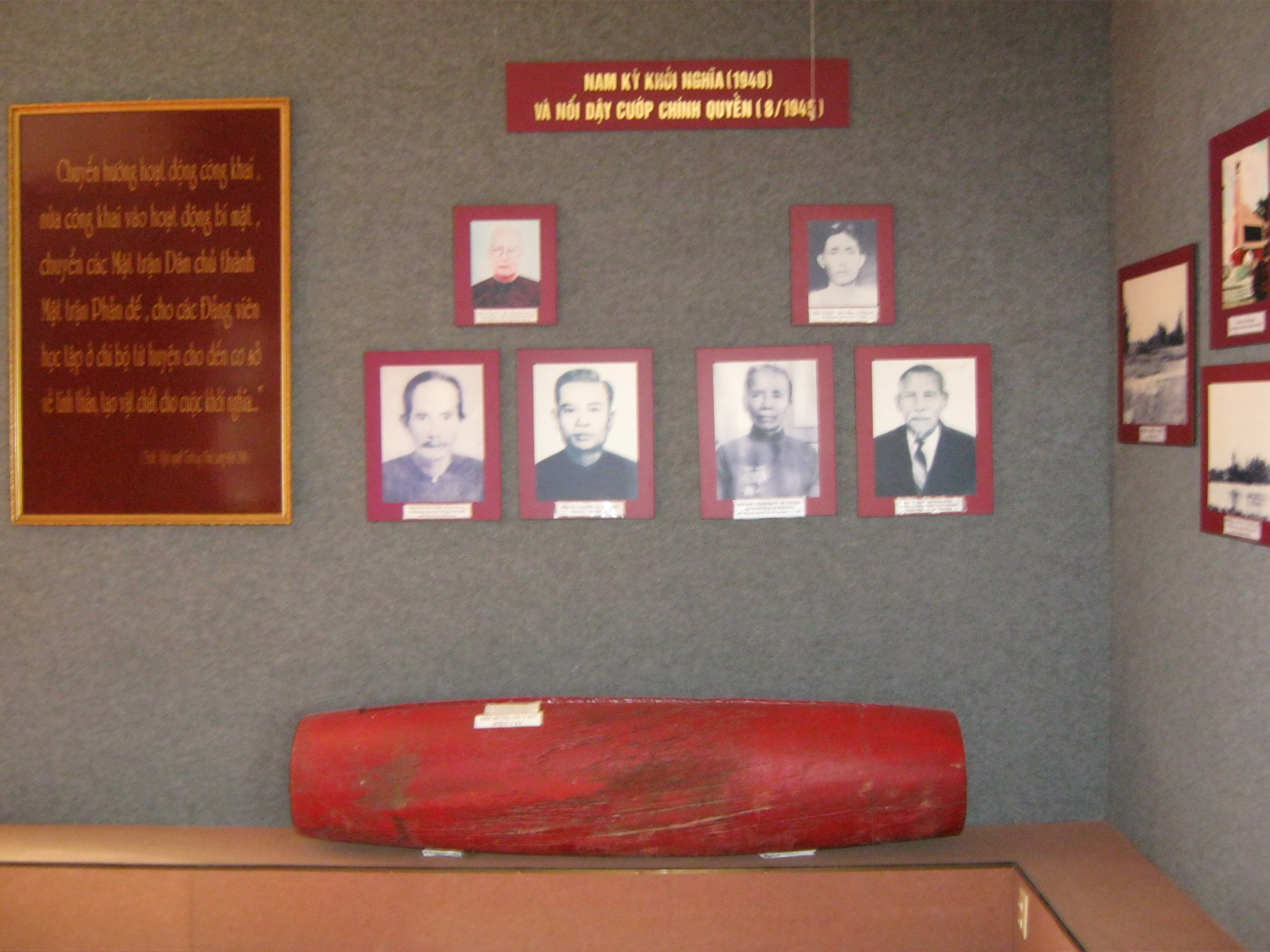
Cái mõ này đã được Võ Văn Kiệt dùng để phát động Nam Kỳ khởi nghĩa tại Vũng Liêm tháng 11 năm 1940

Cuộc Nam Kỳ khởi nghĩa nổ ra vào lúc thực dân Pháp còn mạnh nên đã bị thất bại, song sự kiện đó đã nêu cao tinh thần anh dũng bất khuất của dân Việt, là "tiếng kèn xung trận" dưới ngọn cờ của Đảng Cộng sản Đông Dương.
Ông Phan Xuân Biên, trưởng Ban Tư tưởng - Văn hóa Thành ủy Thành phố Hồ Chí Minh cho rằng do những điều kiện khách quan và chủ quan, cuộc Nam Kỳ khởi nghĩa chưa thành công và bị đàn áp tàn bạo, nhưng cuộc khởi nghĩa đó đã để lại nhiều bài học vô giá, mãi mãi có ý nghĩa thực tiễn sâu sắc với những chặng đường lịch sử đấu tranh giải phóng dân tộc và xây dựng Việt Nam.
Ông Trần Trọng Tân, nguyên ủy viên Trung ương Đảng Cộng sản Việt Nam nhắc lại đây là cuộc khởi nghĩa rộng lớn và mạnh mẽ nhất so với các cuộc khởi nghĩa chống thực dân Pháp trước đó. Đây cũng là lần đầu tiên lá cờ đỏ sao vàng xuất hiện, tung bay ở nhiều nơi .
Dù thất bại, nhưng Nam Kỳ khởi nghĩa đã để lại những bài học quý báu về vấn đề chỉ đạo khởi nghĩa vũ trang, chuẩn bị cho Đảng Cộng sản Đông Dương những kinh nghiệm để thực hiện cuộc Cách mạng tháng Tám 1945.
Nam Kỳ khởi nghĩa là trang sử oanh liệt của "Nam Bộ Thành đồng", của miền Nam "đi trước về sau" trên suốt chặng đường cách mạng của đất nước Việt Nam.
Nam Kỳ khởi nghĩa nêu một tấm gương sáng về tinh thần kiên cường bất khuất của người dân Việt Nam. Qua trận thử lửa này, người dân càng gắn bó với Đảng, càng tôi luyện chí khí cách mạng, củng cố nhận thức.
Nam Kỳ khởi nghĩa đã nêu cao ý chí đấu tranh vì độc lập tự do của người Việt Nam trong hoàn cảnh mới, báo hiệu một cuộc khởi nghĩa toàn quốc, bước đầu đấu tranh vũ trang của các dân tộc Đông Dương.